# Sladkaja zjensjjina
Sladkaja zjensjjina (russisk: Сладкая женщина) er en sovjetisk spillefilm fra 1976 produceret af Lenfilm og instrueret af Vladimir Fetin.

## Medvirkende
- Natalja Gundareva som Anna Aleksandrovna Dobrokhotova
- Svetlana Karpinskaja som Lidija Nikolajevna Djadkina
- Pjotr Veljaminov som Nikolaj Jegorovitj Kushakov
- Oleg Jankovskij som Tikhon Dmitrievitj Sokolov
- Rimma Markova